# San Juan de Capistrano
San Juan de Capistrano é um município da Venezuela localizado no estado de Anzoátegui. A capital do município é a cidade de Boca de Uchire.